# Reinhard Granderath
Reinhard Granderath (* 12. August 1935 in Gelsenkirchen; † 6. Oktober 2012) war ein deutscher Jurist, der von April 1982 bis zum 31. August 2000 Richter am Bundesgerichtshof war.

## Leben
Reinhard Granderath wuchs in Ratingen auf. 1961 promovierte er zum Thema Die Rechtspflicht zur Erfolgsabwendung aus einem vorangegangenen gefährdenden Verhalten bei den unechten Unterlassungsdelikten an der Albert-Ludwigs-Universität Freiburg. Nachdem er 1963 seine juristische Ausbildung beendet hatte, war er zunächst als Gerichtsassessor tätig. Hierbei wurde er drei Jahre an dem Amtsgericht Konstanz, der Staatsanwaltschaft in Konstanz und am Landgericht Konstanz eingesetzt, bevor er 1967 zum Landgerichtsrat am Landgericht Konstanz ernannt wurde. Er wurde aus dieser Position für drei Jahre als wissenschaftlicher Mitarbeiter an das Bundesverfassungsgericht abgeordnet. Ende 1973 wurde er dann Richter am Oberlandesgericht Karlsruhe und im April 1982 Richter am Bundesgerichtshof, dem er bis zum Eintritt in den Ruhestand zum 31. August 2000 angehören sollte.
Am Bundesgerichtshof gehörte er während seiner Dienstzeit dem 1. Strafsenat an. Er nahm Einfluss auf die höchstrichterliche Rechtsprechung zu Delikten gegen das Leben und die körperliche Unversehrtheit. Etwa zur Strafbarkeit von Sexualkontakten eines HIV-Infizierten, aber auch die Rechtsprechung zur strafrechtlichen Bekämpfung des Rauschgifthandels. Er war beteiligt an der Rechtsprechung zur Frage, inwiefern Test durch sogenannte Lügendetektoren gerichtlich verwertbar sind.  Neben seiner richterlichen Betätigung war er auch rechtswissenschaftlich durch das Verfassen von kriminalpolitischen Fachaufsätzen tätig. Ein besonderes Anliegen war bei seinen Veröffentlichungen, wie auch bei seiner richterlichen Tätigkeit, der strafrechtliche Opferschutz.
Granderath war seit 1955 Mitglied der katholischen Studentenverbindung K.D.St.V. Hohenstaufen Freiburg im Breisgau.